# Марселлон (Вісконсин)
Марселлон (англ. Marcellon) — місто (англ. town) в США, в окрузі Колумбія штату Вісконсин. Населення — 1140 осіб (2020).

## Демографія
Згідно з переписом 2010 року, у місті мешкали 1102 особи в 393 домогосподарствах у складі 301 родини. Було 426 помешкань
Расовий склад населення:
| - 99,0 % — білих - 0,3 % — азіатів - 0,1 % — корінних американців - 0,1 % — чорних або афроамериканців |

До двох чи більше рас належало 0,2 %. Частка іспаномовних становила 0,8 % від усіх жителів.
За віковим діапазоном населення розподілялося таким чином: 27,9 % — особи молодші 18 років, 57,3 % — особи у віці 18—64 років, 14,8 % — особи у віці 65 років та старші. Медіана віку мешканця становила 41,7 року. На 100 осіб жіночої статі у місті припадало 107,5 чоловіків;  на 100 жінок у віці від 18 років та старших — 100,5 чоловіків також старших 18 років.
Середній дохід на одне домашнє господарство  становив 90 855 доларів США (медіана — 71 875), а середній дохід на одну сім'ю — 101 443 долари (медіана — 76 731). Медіана доходів становила 54 712 долари для чоловіків та 55 750 доларів для жінок. За межею бідності перебувало 4,3 % осіб, у тому числі 8,8 % дітей у віці до 18 років та 1,1 % осіб у віці 65 років та старших.
Цивільне працевлаштоване населення становило 509 осіб. Основні галузі зайнятості: освіта, охорона здоров'я та соціальна допомога — 18,1 %, виробництво — 16,7 %, транспорт — 12,4 %, будівництво — 12,2 %.